# François Desjordy Moreau de Cabanac
Pour les articles homonymes, voir Moreau et Cabanac (homonymie).
François Desjordy Moreau de Cabanac (1666-1726) était un soldat, seigneur et administrateur pour la Nouvelle-France. Il a exercé les fonctions de gouverneur de Trois-Rivières de 1724 à 1726. Son nom apparaît aussi comme de Jourdy, de Jordy ou Desjordis

## Biographie
Il était le fils de Pierre-François de Jordy (né en 1636 ; fils aîné de Pierre de Jordy de Cabanac) et d'Élisabeth de Pradines, et est né à Carcassonne en France. En 1682, il est devenu cadet dans le Régiment de Besançon. En 1685, il a été nommé comme lieutenant dans les troupes régulières coloniales et a voyagé dans la Nouvelle-France. De Cabanac a été posté à Montréal jusqu'à 1687 et a pris part à la défense de cette ville contre le Major général William Phips en 1690. En 1696, il a été nommé commandant au Fort Frontenac. Dans la même année, il a reçu le seigneurie Des Aulnets, sur la rivière Chaudière, en Beauce (cf. Toponymie Québec).
Il a été marié deux fois : d'abord à Anne Nolan en 1696, et ensuite en 1705, à Louise-Catherine, la fille de René Robinau de Bécancour, après la mort de sa première femme. Il acquit la seigneurie des Îles Bouchard par son deuxième mariage. À partir de 1711 à 1712, il était le commandant au Fort Chambly. En 1718, Cabanac reçut la croix de Saint Louis. En 1720, il était le major de Trois-Rivières ; son oncle Joseph Desjordy de Cabanac (né en 1657) avait tenu le même poste de 1712 à 1713. De 1724 jusqu'à sa mort en 1726, il était gouverneur du gouvernement des Trois-Rivières. Il est mort à Trois-Rivières au début de 1726 et a y fut enterré le 16 février la même année.
La rue de Cabanac à Trois-Rivières a été nommée son honneur, mais a été rebaptisée la rue Saint-Joseph en 1961 et ensuite la rue Fernand-Goneau en 1975.

## Portrait
Dans son site web, monsieur Richard Desourdy dit que le portrait réalisé en 1720 et attribué à François de Beaucourt, ne serait donc pas celui de Melchior (Ier) de Jordy de Cabanac (né en 1643 ; un frère de Joseph et Pierre-François ci-dessus), comme le prétendent les responsables du Musée du portrait du Canada et du Patrimoine militaire canadien, mais qu'il serait plutôt celui de son neveu, notre François de Jordy de Cabanac (1666-1726), gouverneur de Trois-Rivières. En effet, on constate que le Musée du Portrait du Canada donne, sans en donner les sources, les dates de naissance et de décès suivantes à Melchior de Jordy de Cabanac : né en 1666 et décédé en 1726. Or, ces dates correspondent à celles de son neveu François, pour lesquelles les sources sont connues. 
- Selon Richard Desourdy, qui a visité le château des De Jordy, à Grandchamp, dans l'Yonne (89), aucun Melchior de Jordy ne vint au Québec, ni le père (né vers 1643 et mort en 1710, numéroté Melchior Ier par Monsieur Desourdy ; oncle de notre François ; écuyer du roi et chef de la Petite-Ecurie, seigneur par acquisition en 1695 de St-Denis et de Grandchamp : voir à ce dernier article ; époux de Marie Courtin de Tanqueux : cf. Racines&Histoire : Courtin, p. 10 et 14), 
  - ni le fils (né en 1682 et † 1757 ou 1767), numéroté - Melchior II, dit le chevalier de Cabanac, sans alliance ni postérité, cousin germain de notre François, et frère de Guy et Marie-Angélique de Jordy :
  - - Guy (1685-1761), sire de St-Denis, Grandchamp et la Grange-au-Roi, fils cadet de Melchior Ier, enfanta Anne-Marie-Madeleine de Jordy de Cabanac, mariée à son cousin issu de germain Léonor-Charles de Courtin-(Tanqueux), comte de Laffemas, possessionnée près de Perreux de terres qu'elle cède en 1768 à Guillaume-Antoine, marquis de Montigny : voir à cet article ;
  - - Marie-Angélique, sœur de Melchior II et de Guy, fut l'épouse de Jean-François de Fitte/de Ficte de Soucy, seigneur de Quincampoix, et la mère d'autre Marie-Angélique (Comme les Courtin de Laffemas, les Fitte de Soucy descendaient de Laffemas).
  - Cependant, il y eut un Melchior né à Champlain, baptisé le 15 (et non le 25) janvier 1695 et décédé en 1763, mais il s'agit du fils de Joseph (numéroté Melchior III, autre cousin germain de François).

Par ailleurs, toujours selon R. Desourdy, François de Jordy de Cabanac a reçu la croix de Saint-Louis en 1718 : elle apparaît sur le portrait. Melchior de Jordy (Melchior III) a bien reçu lui aussi la Croix de Saint-Louis, mais en 1758.